# أنشوفة بليزية
أنشوفة بليزية (الاسم العلمي: Anchoa belizensis) (بالإنجليزية: Belize anchovy)‏ هي نوع من الأسماك تتبع جنس الأنشوفة من الفصيلة البلمية.